# إثيل بيلي هيغينز
إثيل بيلي هيغينز (بالإنجليزية: Ethel Bailey Higgins)‏ هي أمينة متحف وعالمة نبات أمريكية، ولدت في 10 أغسطس 1866 في Vassalboro, Maine ‏ في الولايات المتحدة، وتوفيت في 9 مارس 1963 في سان دييغو في الولايات المتحدة.